# Ringmaskar
Ringmaskar (Annelida) är en stam inom djurriket med nästan 12 000 beskrivna arter, mestadels levande i havet men en del även i sötvatten eller på land, till exempel daggmaskar. Ringmaskar är antingen nedbrytare, som daggmaskarna, eller parasiter, som iglar, och vissa havsborstmaskar är även rovlevande. Storleken varierar, de minsta arterna blir omkring en millimeter långa medan de största arterna kan bli upp till tre meter långa.
Ringmaskarnas kroppar är uppdelade i segment som liknar ringar och fungerar i viss mån som självständiga enheter. Varje ring har fyra borst som används när masken kryper fram i jorden. Kroppen är vanligen långsträckt, mjuk, tillplattad och vätskefylld. Tarmen sträcker sig genom hela kroppen, från mun till anus. Kroppshålan är vätskefylld, och genom sammandragning av muskler pressar vätskan kroppen i rörelse. Ringmaskar har en primitiv hjärna med enkla känselorgan som ögon och tentakler.
Daggmaskar är både hane och hona samtidigt, se hermafroditism. De byter spermier under parningen och befruktar varandras ägg.
Det finns cirka 850 arter av ringmaskar i Sverige. De ringmaskar som finns i Sverige är relativt korta och de flesta blir som mest bara några centimeter långa. 
Beroende på art lever ringmaskar i havet, i vattendrag och injöar med sötvatten eller i marken. De kan ha andra smådjur, organiskt material eller blod som föda. Ringmaskar som lever i havet har kroppen oftast nergrävd i grunden och endast fina tentaklar är synliga som filtrerar vattnet. Andra havsborstmaskar har paddelliknande utskott för rörligheten. Inom klassen har exemplaren vanligen olika kön. I klassen gördelmaskar är individerna oftast hermafroditer. En ring som är rik på körtlar (gördeln) skyddar äggen.